# Glomeremus
Glomeremus is een geslacht van rechtvleugeligen uit de familie Gryllacrididae. De wetenschappelijke naam van dit geslacht is voor het eerst geldig gepubliceerd in 1937 door Karny.

## Soorten
Het geslacht Glomeremus omvat de volgende soorten:
- Glomeremus brevifalcatus Brunner von Wattenwyl, 1888
- Glomeremus capitatus Uvarov, 1957
- Glomeremus chimaera Griffini, 1911
- Glomeremus falcifer Sjöstedt, 1910
- Glomeremus feanus Griffini, 1908
- Glomeremus glomerinus Gerstaecker, 1860
- Glomeremus kilimandjaricus Sjöstedt, 1910
- Glomeremus marginatus Brunner von Wattenwyl, 1888
- Glomeremus mediopictus Uvarov, 1957
- Glomeremus nitidus Karsch, 1893
- Glomeremus obtusus Karny, 1929
- Glomeremus orchidophilus Hugel, 2010
- Glomeremus paraorchidophilus Hugel, 2010
- Glomeremus pileatus Krauss, 1902
- Glomeremus shelfordi Griffini, 1909
- Glomeremus sphingoides Karny, 1929
- Glomeremus sphinx Gerstaecker, 1860
- Glomeremus tikasignatus Hugel, 2010